# Batalla de La Flèche

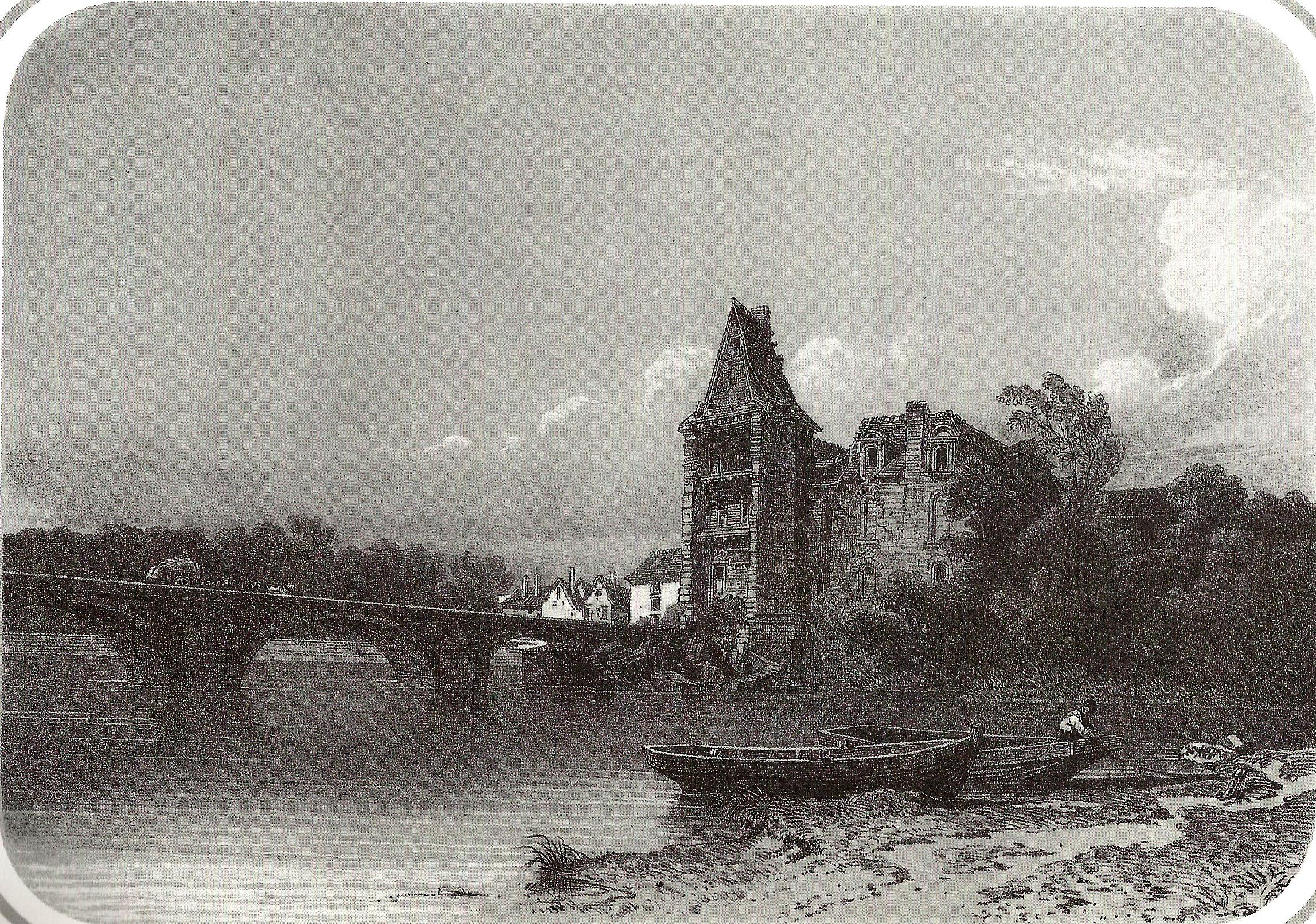
La Flèche, aiguafort de Thomas Drake

La batalla de La Flèche fou una batalla que tingué lloc durant la revolta de La Vendée, que constitueix un dels episodis de la Revolució Francesa. Va tenir lloc a La Flèche (Sarthe).

## Context
El gran Gir de galerna fracassà a Granville i intenta creuar de nou el Loira per tornar a Vendée. Retirats durant el setge d'Angers, els Vendéans estan desorientats i busquen un lloc per reposar menjar i descansar. Claude Petitfrère, Es retiren cap a La Flèche, perseguits pels 5.000 homes de Westermann. No obstant això, la ciutat va ser ocupada pels 1.500 homes del general Chabot, i el pont sobre el Loir va ser destruït. Els Vendéans s'arrisquen en qualsevol moment a ser invertits per François-Joseph Westermann i, per tant, han d'atacar ràpidament.
| « | <"Ahir al vespre em vaig trobar amb Richard, cap de correus de La Flèche, germà del diputat i refugiat aquí. Parlàvem dels bandolers, quan el ciutadà Lamotte, que portava una carta del ciutadà Richard, va arribar i ens va donar els detalls següents: Vaig ser, va dir, a La Flèche quan va entrar l'enemic. Tothom cridava: "Estalviem! Em vaig amagar en un petit carrer i vaig veure passar la seva cavalleria i la infanteria, tot es troba en un estat lamentable i no entenc com fugir davant un exèrcit així; és de vint a vint-i-cinc mil homes, però hi ha més de la meitat de dones, nens i malalts. Van abandonar en un prat un nen de tres o quatre anys, gairebé congelat fins a la mort que vaig recollir aquest matí. Van destrossar tot entre els patriotes i van treure dels aristòcrates només gra, fenc i provisions i van canviar de camisa. Els nostres jardins i els carrers estan coberts de farratges que no es podien endur i que van perdre per fer perdre la nostra cavalleria. Després de la sortida dels bandolers que van ser perseguits fins a Durtal per l'exèrcit de Mainz, vaig tornar a La Flèche un dels primers. Vaig trobar tres catòlics als quals la fatiga havia mantingut en un estable, els vaig fer agafar, van ser tallats a trossos sense que ningú els pogués arrencar mai del crit de Vive la République. Encara ploren, visca el rei, visquin els nostres sacerdots. Durant la seva estada, feien més de dues-centes misses diàries a La Flèche. Aquest exèrcit porta amb si la infecció, vam estar obligats a cremar vinagre als apartaments on havien entrat els brigands. Diversos d'ells van ser trobats als carrers i als estables morts de gana, a més de seixanta a vuitanta que van morir allà; a Iteau fils només quedaven les parets. Tal és el relat del ciutadà Lamotte al qual podeu confiar; va afegir a més que un gran nombre va murmurar contra els seus sacerdots i els seus caps; que no van matar ningú perquè només van trobar dones i nens. Seguim custodiant Le Lude: aquest districte aixeca una força armada de cinc-cents homes per enviar-hi, però també els falta armes. En aquest moment no hi ha res a témer, pot estar tranquil. En aquest moment vaig saber que d'Autichamp tenia el braç bufat i que es van trobar dues mil persones mortes a la carretera de La Flèche a Durtal. No vaig poder veure Citizen Lefèvre, comissari de Vendôme, em van dir que no l'havia vist al comitè de vigilància. Accepteu la recepció del meu paquet d'ahir, així com aquest. La llibertat et manté i t'acompanya">. | » |

 -"Informe de Blavette a l'administració de Château-du-Loir."-

## Batalla
La Rochejaquelein va enviar Piron de La Varenne per primera vegada a la rereguarda amb un destacament per tal de retardar la cavalleria republicana. Després va reunir 400 cavalleries i un nombre igual d'infanteria muntada. Al capdavant d'aquesta petita tropa, La Rochejaquelein va caminar pel riu fins que va trobar un gual. Després va atacar amb els seus 800 homes les tropes de Chabot que, preses de la rereguarda, van fugir immediatament. Després de reparar el pont, La Rochejaquelein va acudir en ajut de Piron, cosa que va obligar els republicans a retirar-se. Gràcies a aquesta victòria, els Vendeans van guanyar dos dies de respir que van aprofitar per descansar.
El 10 de desembre, els Vendeans van marxar a Le Mans i van deixar hospitalitzats els seus pacients, que van ser massacrats pels soldats republicans. Westermann, al capdavant de l'avantguarda republicana, es va apoderar de la ciutat i va massacrar els perseguits. Segons el general republicà, 700 Vendéans van ser "assassinats i massacrats", incloent 100 a la ciutat i 600 als pobles dels voltants.
| « | <L'exèrcit de Vendée, continua D'Obenheim, era a Baugéj. l'endemà de la seva arribada, es van presentar els caçadors republicans; són fàcilment rebutjats, però el seu atac no és infructuós; ja que cansa tot l'any que, com hem dit, no sabia moure's per secció. L'endemà, els soldats de la Vendée esperaven marxar sobre Saumur. S'havien reunit a la carretera; però, sense que puguem endevinar el motiu, es va canviar l'ordre i tot l'exèrcit va marxar cap a la Flèche. El motiu era la marxa de la divisió de Kleber sobre el dic, dels quals els caps de Vendée se n'adonaren. Ja feia temps que els soldats s'havien convençut que només a través dels seus líders la República volia tenir vida i que, per un dels darrers decrets, els passaports ja no eren necessaris per viatjar a l'interior de França. Segons aquesta convicció, diverses bandes van formar el projecte per retirar cadascuna de les seves. Molts vendeans s'havien lliurat dels seus rifles i creien que anant només amb un pal a la mà els republicans els donarien hospitalitat. Mai havien semblat seguir el seu exèrcit fins que esperaven una oportunitat favorable per escapar. En el moment en què el cap de l'exèrcit s'acosta a La Flèche, els caçadors republicans l'ataquen i hi posen el desordre. Si haguessin estat més nombrosos, l'exèrcit es perdria, ja que el pont de la Flèche estava trencat i la ciutat defensada per uns republicans armats amb canons. Caçadors republicans pel seu petit nombre, només pot preocupar-se per la cua. Durant aquest temps, els valents del cap desmunten, amb trets de fusell, els artillers encarregats de la guàrdia del pont i creuen el riu mig quart de llegua més amunt, prop d'un molí, en dues petites embarcacions que una hi havia oblidat. Un destacament de republicans s'havia presentat a l'altra banda del riu, una mica a la vora, però s'havia vist obligat a abandonar la seva posició, perquè els vendeans el van canonejar i el van disparar fortament sobre el riu. A altres llocs s'apropava la nit. Es veuen dos o tres-cents vendeans, encapçalats per Rochejaquelein, a l'altra banda: els republicans es retiren amb pressa i pràcticament no cau sota el ferro dels vendeans que els que, col·locats al pont, havien tingut menys temps per escapar. La Rochejaquelein, veient-se amo de la ciutat, va atacar immediatament la cua; la seva presència reviu els esperits allà; el gran nombre al final s'apodera; els caçadors es retiren a un poble. Durant aquest temps, el pont de La Flèche es va restablir i els Vendeans van fer passar les seves armes allà al matí. Cap a la meitat d'aquest dia, mentre els vendeans es dediquen a descansar, els perseguidors republicans reapareixen i fins i tot tenen temps per saquejar dos o tres cotxes que queden fora de la ciutat. Cridem a les armes; La Rochejaquelein, al capdavant dels primers préstecs, fa retrocedir els caçadors més d'una llegua i mitja, però perdent molta gent. La resta de l'exèrcit de Vendée només el seguí amb una increïble dificultat i des de la distància. El cap, veient que no s'admet, perd coratge, mentre que el mateix motiu fa que es retiri dels caçadors. Aviat guanyen el domini i, mitjançant la seva artilleria muntada, recuperen, per dir-ho d'alguna manera, aquells que els acaben de perseguir. La derrota es comunica a una part del seu exèrcit i s'hauria generalitzat si hi hagués una mica menys de desproporció en el nombre de combatents. Els caçadors tenen finalment la necessitat de rebaixar; però després d'haver destruït un gran nombre de vendeans i d'haver deixat en la seva ment una profunda impressió del destí que els esperava, quan l'exèrcit enemic es reuniria.» Més d'una trentena de malalts o ex ferits, que quedaven als carros que no havien pogut portar a la ciutat durant la nit anterior, s'hi havien mort congelats, i van presentar als seus companys un espectacle que va afegir la seva desolació. Al vespre, la gent clama a les armes a la carretera de Le Mans i a la d'Angers; de fet, un cos de republicans es va presentar a la primera, era massa feble; la seva resistència era gairebé nul·la; però va acabar de posar els Vendeans a les dents per la nova fatiga que els va provocar. Si els caçadors que s'havien tornat tan formidables, o un cos similar, haguessin tornat a la càrrega un moment després, ningú no hauria tingut la força de combatre-ls. Els líders havien notat el desarmament voluntari del seu món des de Baugé. En conseqüència, en arribar a La-Flèche, van fer una proclama mitjançant la qual es prohibia que es prenguessin provisions per a aquells que no estaven armats amb un rifle. Tanmateix, Kleber, com hem vist, havia sortit amb la seva columna, dirigint-se cap a Saumur, a cobrir el Loira. No va abandonar aquesta direcció fins que no va saber que els vendeans i Le petit corps du Général Chabot. - Els caçadors republicans xoquen contra els de Westermann, que semblava haver format el projecte de traslladar-se de Baugé a Saumur, havia decidit anar a La Flèche. El dia 10, Kleber va anar a Baugé, on els representants de Prieur i Bourbotte estaven amb el general Marceau. A la seva arribada, es va decidir que marxaria l'endemà a Le Mans. "Els xefs de la Vendée, continua D'Obenheim, no sabien cap a quina forma de girar. Alguns volien intentar creuar el Loira entre els ponts de Ce i Saumur; els altres volien creuar aquest riu a Bloise; altres, sense rebutjar absolutament aquests dos projectes, volia sobretot proporcionar descans i menjar als soldats. Le Mans els semblava favorable per a aquest propòsit; també esperaven fer-hi molts reclutes. Aquesta última opinió preval; els Vendeans van trencar el seu pont temporal a la Flèche i, el mateix dia, van anar a Le Mans i es van fer amos.> | » |

 Des d'Obenheim. -
L'endemà, el general Kléber va entrar a La Flèche i hi va trobar 300 "bandolers", malalts o ferits. Segons ell, tots van morir per falta de cura. Tanmateix, segons el testimoni de H. Le Prestre de Châteaugiron, els ferits "van ser massacrats el mateix dia i llançats al carrer, on els vaig veure". 21 Frimaire (11 de desembre).
| « | <"Arribada a La Flèche. L'endemà vaig anar amb la columna a La Flèche. Es van trobar prop de tres-cents bandolers al col·legi jesuïta, malalts o ferits, morts o moribunds; tots van morir per falta de cura i van ser enterrats successivament a la mateixa Flèche. Els habitants d'aquesta ciutat calculaven que seguien els bandolers més de dotze mil dones, sacerdots i altres persones que no podien lluitar; que l'exèrcit estava cansat de fatiga i treballava contra la disenteria. També van dir als seus líders que entressin a les botigues, que necessitaven allò que els convenia i que pagaven en paper de fabricació.> | » |

-Memòries de Jean-Baptiste Kléber-.